# I Spit on Your Grave (1978)
I Spit on Your Grave is een Amerikaanse horrorfilm uit 1978. Deze werd geregisseerd door Meir Zarchi en valt onder het subgenre van de rape-revenge (verkrachting-wraak) exploitatiefilms.
De film kwam oorspronkelijk uit als Day of the Woman. Bij de heruitgave werd dit veranderd in I Spit on Your Grave. De productie werd in de jaren tachtig in Groot-Brittannië op de Video nasty-lijst gezet, een lijst van verboden films. In 2010 verscheen er een gelijknamige remake.

## Verhaal
Jennifer Hills (Camille Keaton) besluit een tijdje in een huisje in het bos door te brengen om daar ongestoord aan haar boek te kunnen werken. Op weg ernaartoe ontmoet ze bij een tankstation Johnny (Eron Tabor), Stanley (Anthony Nichols), Andy (Gunter Kleemann) en de verstandelijke beperkte Matthew (Richard Pace).

### Verkrachting
Wanneer Hills vertrokken is, besluiten de drie eerstgenoemden dat ze de vrouw is waarbij Matthew zijn maagdelijkheid gaat verliezen. Wanneer Hills de volgende dag op een bootje op het meer dobbert, trekken ze dit naar de kant en vallen haar aan. Vervolgens vernedert en verkracht het trio haar meerdere malen. Daarmee blijkt het leed nog niet geleden, want wanneer Hills zich bijna naar haar huisje heeft weten te slepen, verschijnt de groep weer. Ze wordt opnieuw seksueel misbruikt, waarbij ten slotte ook Matthew haar penetreert. Wanneer de groep aanstalten maakt om te vertrekken, draagt het Matthew op de inmiddels flauwgevallen Hills in het hart te steken, zodat ze het niet na kan vertellen. Vervolgens laten ze hem alleen met haar achter. Matthew kan zich hier echter niet toe brengen. Hij besluit het mes in haar al verloren bloed te dopen en de groep met het bebloede mes wijs te maken dat hij Hills omgebracht heeft.

### Wraak
Een getraumatiseerde Hills heeft de volgende dagen nodig om tot zichzelf te komen in het huisje. Haar pijn zet zich om in woede en ze besluit wraak te nemen.
- Eerst lokt ze Matthew terug naar het huisje en vertelt hem dat ze seks met hem gaat hebben. Wanneer hij staat te wachten onder een boom, plaatst ze een strop om zijn nek en takelt hem op. Matthew stikt, waarna Hills zijn lichaam in het meer dumpt.
- Wanneer ze een tweede dader met een geweer haar huisje in heeft gedwongen, dwingt ze hem naakt in bad te gaan zitten. Onder water stimuleert ze zijn geslachtsorgaan met haar hand, totdat ze een mes onder de badmat tevoorschijn haalt en zijn lid afsnijdt. Vervolgens sluit ze hem op in de badkamer, waar hij langzaam doodbloedt.
- De overgebleven twee, inmiddels wantrouwige mannen, varen richting Hills huisje met een bijl. Ze weet te ontkomen en gaat ervandoor met het bootje en de bijl, waarop de mannen het water induiken en haar achternagaan. Hierop draait Hills om en brengt een van hen om met de bijl. De ander grijpt zich wanhopig vast aan het bootje, betuigt spijt en smeekt om vergiffenis. Hills zet echter de motor aan, die zijn onderlichaam vervolgens aan stukken snijdt. Met een rustige Hills in beeld, komt de film ten einde.

## Rolverdeling
| Acteur          | Personage      |
| --------------- | -------------- |
| Camille Keaton  | Jennifer Hills |
| Eron Tabor      | Johnny         |
| Anthony Nichols | Stanley        |
| Gunter Kleemann | Andy           |
| Richard Pace    | Matthew        |